# Rouvroy-Ripont
 Rouvroy-Ripont  es una comuna y población de Francia, en la región de Champaña-Ardenas, departamento de Marne, en el distrito de Sainte-Menehould y cantón de Ville-sur-Tourbe.
Su población en el censo de 1999 era de dos habitantes, la menos poblada del departamento en dicho censo. Sin embargo, en aquel momento había quince votantes inscritos.
Está integrada en la  Communauté de communes du Canton de Ville-sur-Tourbe .

## Demografía
| 9 | 12 | 10 | 8 | 8 | 2 |
| Para los censos de 1962 a 1999 la población legal corresponde a la población sin duplicidades (Fuente: INSEE [Consultar]) |    |    |   |   |   |

## Historia
- Antiguo emplazamiento galo.
- La aldea de Ripont no se volvió a reconstruir tras la Primera Guerra Mundial.

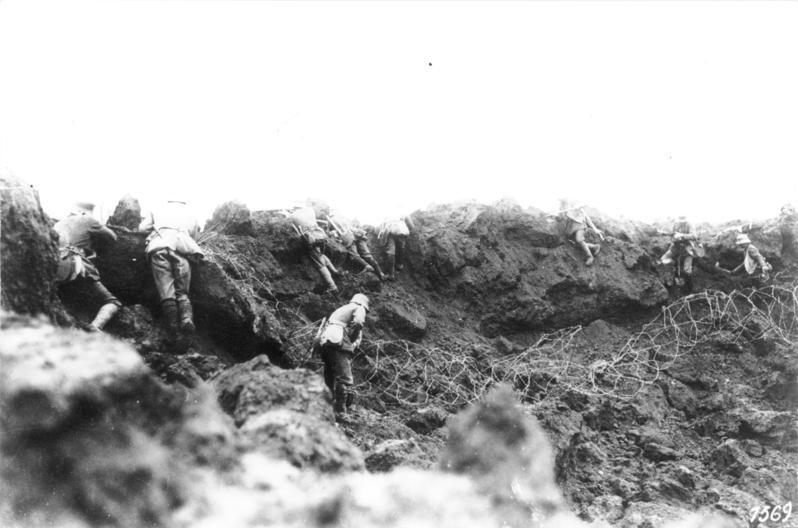
Principios de 1917: Tropas de asalto alemanas en el lugar donde estuvo Ripont. La hondonada es producto de la explosión de una mina.